# Der starke Wille
Der starke Wille (Originaltitel Resurrection) ist ein US-amerikanisches Filmdrama von Daniel Petrie aus dem Jahr 1980. Ellen Burstyn verkörpert in der Hauptrolle eine Frau, die nach einem tragischen Autounfall entdeckt, dass sie die Kraft besitzt, andere Menschen zu heilen. Tragende Rollen sind mit Sam Shepard und Eva Le Gallienne besetzt.

## Handlung
Edna Mae McCauley lebt mit ihrem Mann Joe, mit dem sie seit sieben Jahren verheiratet ist, in einer Kleinstadt in Kansas. Sie schenkt Joe zum 39. Geburtstag ein Auto, mit dem beide sogleich eine Ausfahrt machen. Als ganz plötzlich ein Kind auf der Straße auftaucht, kommt es zu einem schweren Unfall, bei dem Edna, die kurzfristig klinisch tot war, schwer verletzt wird, während ihr Mann Joe das tragische Geschehen nicht überlebt. Edna ist infolge ihres Unfalls gelähmt, was auch so bleiben wird, wie ihr der Arzt sagt. Sie zieht zurück in ihre Heimat ins Hinterland von Kansas zu ihrer Großmutter, die sie liebevoll umsorgt, und zu ihrem puritanischen Vater, der wortkarg und übellaunig ist.
Bei einem Familienpicknick hat Edna ein seltsames Erlebnis. Als ihre kleine Nichte heftiges Nasenbluten bekommt und sie sich des Kindes annimmt und beruhigend auf die Kleine einredet, kommt die Blutung zum Stillstand. Die anwesenden Gäste reagieren erstaunt bis verwundert. Ihre Großmutter bringt Edna auf den Gedanken, dass sie über Kräfte verfügt, die Menschen allein durch Berührung heilen können. Auch sich selbst vermag Edna zu helfen; nachdem sie anfangs ihre Zehen wieder bewegen kann, kann sie nach und nach auf den Rollstuhl verzichten und entgegen der ärztlichen Prognose wieder selbst gehen. Allerdings ist ihr Weg dahin nicht gerade leicht.
Nachdem sich Ednas Kräfte herumgesprochen haben, bringt man kranke und verletzte Menschen zu ihr. So kann sie unter anderem dem neurotischen Landwirt Cal Carpenter helfen, der in der Nachbarschaft lebt und der Sohn eines fanatischen Laienpredigers ist. Mit Cal geht sie später eine engere Beziehung ein. Er sieht in Ednas Fähigkeit, heilen zu können, ein Zeichen Gottes. Edna jedoch ist der Meinung, sie heile allein durch die Kraft der Liebe. Der daraus resultierende Konflikt stellt die Beziehung des Paares auf eine harte und nur schwer zu bewältigende Probe, der ihr Verhältnis nachhaltig beeinflusst und letztendlich mit einer endgültigen Trennung einhergeht.
Als Ednas Vater im Sterben liegt, versucht sie Frieden mit ihm zu machen. Er war kein guter Vater und hat dafür gesorgt, das Edna, als sie sehr jung ein uneheliches Kind erwartete, von einem Viehdoktor so zugerichtet wurde, dass sie nie wieder schwanger werden konnte. Es gelingt Edna, in seiner Todesstunde sein Herz zu berühren und ihrem Vater den Übergang in den Tod zu erleichtern.
Cal, geprägt von frühkindlichen Erfahrungen durch seinen fundamentalistischen Vater, verlangt von Edna, dass sie sich als der Nachfolger von Jesus Christus zu erkennen gibt. Daraufhin schickt sie ihn weg und erklärt ihre Verbindung für beendet. Auf einer Veranstaltung Ednas erscheint Cal mit einem Gewehr und verletzt sie mit einem Schuss, der Edna im Schulterbereich trifft. Edna entschließt sich nun, ihre Heimat endgültig zu verlassen. Zusammen mit Clancy, dem Hund, der ihr ein treuer Freund geworden ist, fährt sie davon.
Viele Jahre später hält eine junge Familie an der Tankstelle „Last Chance Gas“, an der Edna mit ihrem Vater bei ihrer Rückkehr nach Hause schon gehalten hatte, und dem exzentrischen Esco begegnet war, der unbedingt in die alte Ruinenstadt Machu Picchu wollte. Edna ist nun die Inhaberin dieser Tankstelle. Der Familienvater erzählt Edna, dass sein kleiner Sohn Jimmy nur noch wenige Wochen zu leben habe, da er krebskrank sei. Edna schenkt Jimmy den Welpen Clancy III. und versichert dem besorgten Kind, dass es sich noch sehr lange um das Tier kümmern könne. Als Gegenleistung erbittet sie von Jimmy eine lange, innige Umarmung.

## Produktion

### Dreharbeiten
Der von Universal Pictures produzierte Film wurde ab dem 29. Januar 1979 in Los Angeles, in Valencia (Kalifornien) sowie in Shiner, Fabens, Gonzales, Kyle, Lytton Springs und in Uhland, sämtlichst in Texas gelegen, gedreht.

### Soundtrack
- Old Chisholm Trail (Come a Ti Yi Yippee Yay),
traditionelle Weise, A cappella gesungen von Richard Farnsworth
- Polly Wolly Doodle,
traditionelle Weise, gespielt auf der Mundharmonika

## Rezeption

### Veröffentlichung
Der Film wurde am 6. September 1980 auf dem Toronto International Film Festival in Kanada erstmals vorgestellt. Am 26. September 1980 wurde er in den USA veröffentlicht, am 6. Februar 1981 in Schweden, am 18. Juni 1981 in Uruguay und am 1. Oktober 1981 in Spanien (Madrid). In den USA wurde er am 10. Januar 2010 in einer DVD-Special-Edition herausgegeben. Veröffentlicht wurde der Film zudem in Argentinien, Brasilien, Finnland, Frankreich, Ungarn, Polen und in der Sowjetunion.
In der Bundesrepublik Deutschland erschien er Januar 1987 unter dem Titel Der starke Wille (Untertitel … sie weiß, sie kann gewinnen) auf Video.
Das Original-Filmplakat warb mit den Worten: Es gibt eine Grenze zwischen Leben und Tod. Edna McCauley überquerte diese Linie und kam zurück. Jetzt wird niemand, den sie berührt, jemals derselbe sein.

### Kritik
Janet Maslin schrieb in der New York Times, das sei ein bewegendes Drama über den Glauben. Es werde „schön gespielt“, die gesamte Besetzung sei „hervorragend“.
Das Lexikon des internationalen Films fasste zusammen: „Im tiefsten Texas spielende Wundergeschichte ohne Anspruch auf Glaubwürdigkeit und unter Verzicht auf plausible Erklärungen. Hervorragend die Bildgestaltung und vorzüglich die Darsteller.“
Moria Science Fiction, Horror and Fantasy Film Review bescheinigte Ellen Burstyn eine offene und überzeugende Leistung in ihrer im Zentrum des Films stehenden Rolle. Der Film behalte einen zurückhaltenden und angenehmen Ton, könne aber trotzdem nie wirklich überzeugen. Irritierend gerate auch das Ende, das eigentlich kein Ende sei.
Frederic und Mary Ann Brussat von Spiritality Practice meinten, dies sei ein außergewöhnlicher Film über eine Heilerin und die Kraft der Liebe. Es sei ein zeitgemäßer Film, der sich mit Gesundheit, Krankheit, Heilern (religiös und nicht-religiös) und dem Interesse beschäftige, das die Wissenschaft an diesem Phänomen habe. Der Film zwinge auf rein emotionaler Ebene den Zuschauer dazu, sich mit seinen Gefühlen über Tod, Liebe, Gemeinschaft, Spiritualität und Selbstheilung auseinanderzusetzen. Dank einer mitreißenden und bemerkenswerten Leistung von Ellen Burstyn bleibe Resurrection noch lange nach dem Abspann im Geist und im Herzen hängen.
TimeOut war der Ansicht, dass das Thema der Glaubensheilung eher peinlich sei, woran auch die starken Leistungen von Burstyn und Shepard nichts ändern würden. Der Film mit Petries schlichter, verschönender Regie und einem Drehbuch von Lewis John Carlino im Hippie-Stil über die Macht der Liebe, enttäusche.
Auch Variety rügte Regie und Drehbuch, sprach von einem prosaischen Stil von Petrie und einem unterentwickelten Drehbuch, was daran hindere, die ganze Bandbreite der Emotionen auszuschöpfen. Zwar gebe es lobenswert wenig Sensationsgier, aber auch zu wenig nachdenkliche Szenen. Variety rückte den Film in die Nähe einer Seifenoper.
Sky sprach von einem unterschätzte[n] Film über Glaube und Moral mit einer wunderbaren Ellen Burstyn.
Cinema verwies darauf, dass das „anrührende, von der Kritik unterschätzte Drama“, das für zwei Oscars nominiert war, die „‚Liebe kann alles-Botschaft‘“ vielleicht „zu dick aufgetragen“ habe, man aber manchmal so etwas „gerne glauben“ wolle. Fazit: „Stark gespieltes Drama um Religion und Moral.“

### Erfolg
Der Film spielte in den Kinos der USA ca. 3,9 Millionen US-Dollar ein.

### Auszeichnungen
- National Board of Review 1980: Gewinnerin des NBR Award
  - Eva Le Gallienne in der Kategorie „Beste Nebendarstellerin“ in einem Top-Ten-Film
- New York Film Critics Circle Awards 1980: Nominierung für den NYFCC Award für
  - Eva Le Gallienne in der Kategorie „Beste Nebendarstellerin“
- Oscarverleihung 1981: Nominierung für den Oscar für
  - Ellen Burstyn in der Kategorie „Beste Hauptdarstellerin“
  - Eva Le Gallienne in der Kategorie „Beste Nebendarstellerin“
- Golden Globe Award 1981: Nominierung für den Golden Globe für
  - Ellen Burstyn in der Kategorie „Beste Hauptdarstellerin in einem Drama“
- Academy of Science Fiction, Fantasy & Horror Films 1981: Nominierung für den Saturn Award für
  - Ellen Burstyn in der Kategorie „Beste Schauspielerin“
  - Eva Le Gallienne in der Kategorie „Beste Nebendarstellerin“
  - Lewis John Carlino in der Kategorie „Bestes Drehbuch“
  - Maurice Jarre in der Kategorie „Beste Filmmusik“
- Avoriaz Fantastic Film Festival 1981: Gewinner des Special Jury Awards
  - Regisseur Daniel Petrie